# Споменик Николи Тесли (Баку)
Споменик Николи Тесли (азер. Nikola Teslanın heykəli) је споменик српског научника Николе Тесле, који се налази у главном граду Азербејџана, Бакуу. Подигнута је у парку на прелазу авеније Азадлиг и улице Сулејмана Рахимова. Аутори споменика су вајар Омар Елдаров и архитекта Санан Саламзаде. Споменик је изливен од бронзе. Његова висина заједно са постољем је 3,3 метра.
Свечаност отварања споменика одржана је 8. фебруара 2013. Свечаности су присуствовали председник Азербејџана Илхам Алијев, прва дама Азербејџана, Мехрибан Алијева, председник Србије Томислав Николић и прва дама Србије, Драгица Николић. На свечаном отварању, председници су одржали говоре.